# 听力训练
听力训练（英語：ear training）或听觉技能（aural skills）是一项音乐理论研究，音乐家在其中学习仅通过听力识别音高、音程、旋律、和弦、节奏、唱名和其他基本音乐元素。这一技能的应用类似于以书面和口语之间的听写。听力训练本质上是视奏的逆过程，而后者类似于在没有事先机会复习材料的情况下大声朗读书面文本。听力训练通常是正式音乐训练的一个组成部分，是音乐学校所需的基本技能。

## 延伸阅读
- Karpinski, Gary S. . Oxford University Press US. 2000. ISBN 978-0-19-511785-1.（英文）
- Prosser, Steve. . Berklee Press. 2000. ISBN 0-634-00640-1.（英文）
- Friedmann, Michael L. . Yale University Press. 1990. ISBN 0-300-04536-0.（英文）
- Karpinski, Gary S. . Norton. 2007. ISBN 978-0-393-97663-2.（英文）
- Karpinski, Gary S. . Norton. 2006. ISBN 978-0-393-97382-2.（英文）
- Teck, Katherine. . Princeton Book Company. 1994. ISBN 978-0-87127-192-1.（英文）